# Halchidhoma
Els halchidhoma (halchidhoma: xalychidom piipaa o xalychidom piipaash -'gent que viu cap a l'aigua') són una tribu índia que actualment viu majoritàriament a la comunitat índia Pima-Maricopa Salt River, però antigament ocupaven la zona al llarg de la baixa vall del riu Colorado a Califòrnia i Arizona quan va contactar per primera vegada pels europeus. A principis del segle xix, sota la pressió dels veïns hostils mohaves i quechans es van traslladar a la meitat del cabal del riu Gila, on alguns es va fusionar amb els maricopes, i d'altres van seguir a Salt River i mantingueren una identitat independent.
El halchidhoma parlaven una llengua yuma. Pertany a la branca del riu de la família yuma, juntament amb el quechan (o yuma), la llengua maricopa i la llengua mohave.

## Història
Els halchidhoma entraren en la història escrita en 1604-1605, quan una expedició espanyola que venia per terra des de Nou Mèxic dirigida per Juan de Oñate es va trobar els "alebdoma" a la part baixa del riu Colorado, per sota de la seva confluència amb el riu Gila. Quan el missioner-explorador jesuïta Eusebio Francisco Kino retornà al riu en 1700 els halchidhoma s'havien traslladat a una part del riu 100 milles més al nord.
Un sistema d'aliances militars i les hostilitats tradicionals semblen haver prevalgut entre les tribus relativament guerreres dels baixos rius Colorado i Gila. Això pot explicar el moviment dels halchidhoma durant el segle xvii. Els halchidhoma eren part d'una aliança que incloïa també maricopes i cocopes, entre d'altres, i es va oposar a quechans i mohaves. En la dècada de 1820 els halchidhoma van ser finalment expulsats del riu Colorado. Es van refugiar entre els maricopes al riu Gila intermedi. En les següents dècades d'altres van continuar cap a Lehi (Arizona) al riu Salado i mantingueren una identitat separada, mentre que altres es van quedar i es van assimilar als maricopes. El territori al riu Colorado que van deixar vacant els halchidhoma va ser posteriorment ocupada pels chemehuevi.

## Població
Les estimacions per a les poblacions del pre-contacte de la majoria dels grups nadius a Califòrnia han variat substancialment. El missioner franciscà i explorador Francisco Garcés va estimar que la població halchidhoma en 1776 era de 2.500. Alfred L. Kroeber (1925:883) calcular la població halchidhoma en 1.000 el 1770.

## Relació actual amb els maricopa
Els halchidhoma a la comunitat índia Pima-Maricopa Salt River s'identifiquen gairebé tots en anglès com a maricopes, encara que tots dos grups donen testimoni que estan separats, mantenint llengües i identitats separades (Kelly 1972:264).